# Piazzogna

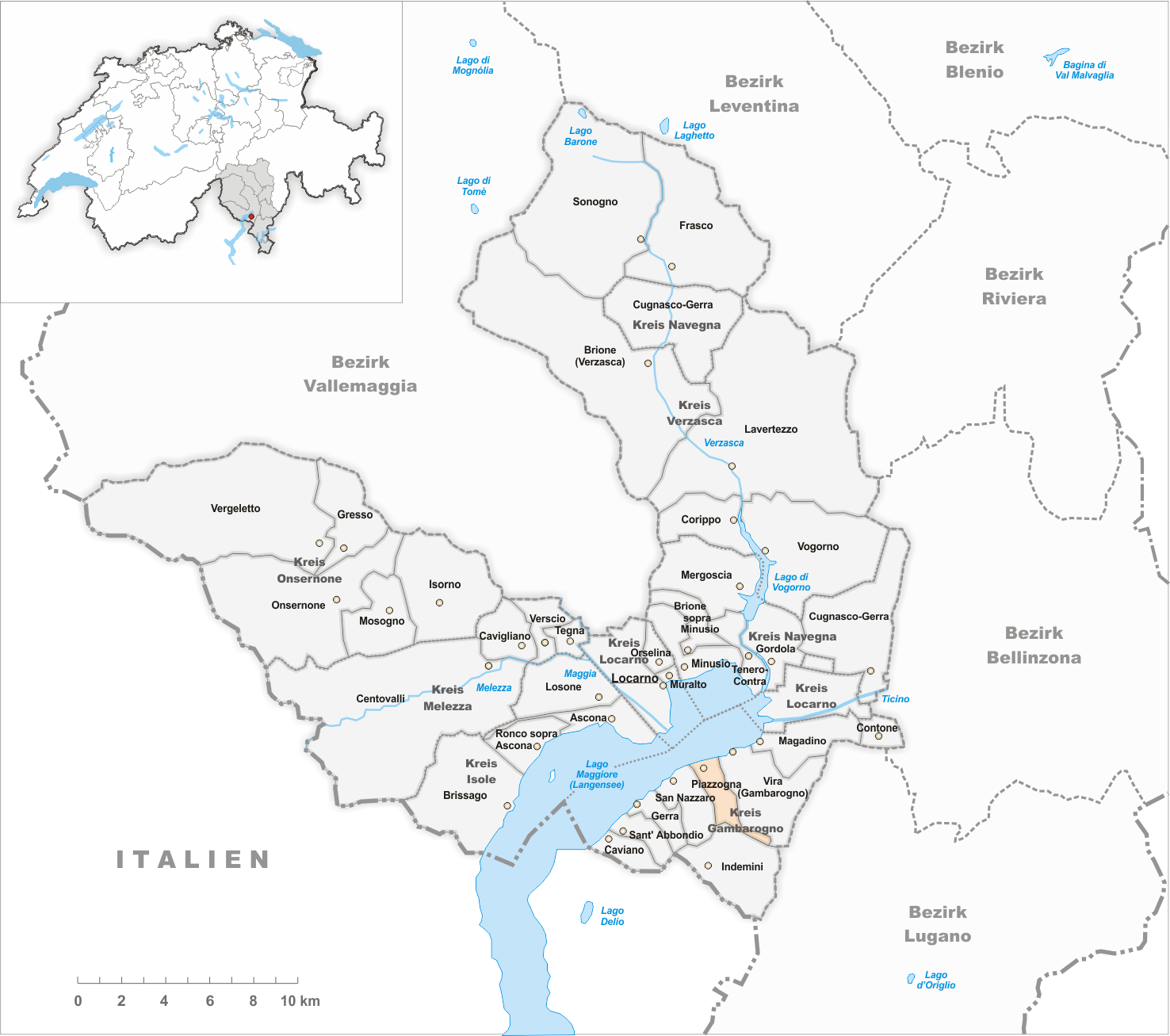
Gemeindestand vor der Fusion am 24. März 2010

Piazzogna, im lombardischen Ortsdialekt Piazzögna [pjaˈtsøɲa], ist ein Ortsteil der Gemeinde Gambarogno im Schweizer Kanton Tessin. Er bildete bis zum 24. April 2010 eine selbständige politische Gemeinde.

## Geographie
Das Dorf liegt 363 m ü. M. am linken Ufer des Langensees auf einer Terrasse des Gambarogno, drei Kilometer südlich der Station Magadino der Bahnstrecke Cadenazzo–Luino der Schweizerischen Bundesbahnen.

## Geschichte
Das Dorf wird erstmals 1258 als  Plazonia erwähnt. Der Ortsname ist eine verkleinernde Ableitung von lateinisch platea und bedeutet «kleine Ebene», nimmt also auf die topographischen Verhältnisse Bezug.
1542 bis 1546 erscheint der Ort in Schiedssprüchen der Landvögte, in denen es um Alprechte und Alpbesitz anderer Nachbarschaften ging. Als selbständige Gemeinde ist Piazzogna erstmals 1704 bezeugt; zuvor hatte es zur Gemeinde und Pfarrei Vira gehört.
Am 25. November 2007 wurde die Fusion der neun Gemeinden am Südufer des Lago Maggiore zur Gemeinde Gambarogno von den Stimmberechtigten der Gemeinden Caviano, Contone, Gerra (Gambarogno), Indemini, Magadino, Piazzogna, Sant’Abbondio und Vira (Gambarogno) gutgeheissen. Einzig San Nazzaro war mehrheitlich dagegen. Gegen den Entscheid des Tessiner Grossen Rates, die Fusion trotzdem wie geplant durchzuführen, wurde beim Bundesgericht Beschwerde eingelegt. Nach der Ablehnung der Beschwerde trat die Fusion per 25. April 2010 in Kraft. Piazzogna bildet aber nach wie vor eine eigenständige Bürgergemeinde.

## Wappen
Blasonierung: In Grün ein silbernes Taukreuz mit zwei goldenen Lilien zu den Seiten des Kreuzfusses.

## Bevölkerung
Einwohnerzahlen: Volkszählungsdaten

## Sehenswürdigkeiten
- Pfarrkirche Sant’Antonio abate[5][6]
- Oratorium Sankt Bernardino von Siena[5][7]
- zwei prähistorische Schalensteine.[5]

## Persönlichkeiten
- Francesco Meschini (1762–1840), Architekt, Ingenieur, Tessiner Grossrat, Staatsrat und 1825 regierender Landammann